# 장윤창
장윤창(張允昌, 1960년 9월 10일 ~ 2025년 5월 30일)은 대한민국의 전직 배구선수로, 포지션은 라이트였다. 이후 경기대학교 체육학과 교수로 재직하였다.

## 학력
- 송산중학교
- 인창고등학교
- 경기대학교

## 생애
처음 시작은 세터였으나 이후 라이트로 전향하였다. 인창고등학교 2학년때 국가대표에 선발되어 1978년 세계배구선수권대회 4강과 제8회 방콕아시안게임 금메달 획득에 크게 공헌하였다.
대한민국에서 최초로 스파이크 서브를 전략적으로 시도한 선수였다.
1983년 창단한 고려증권에 입단해 1984년 제1회 대통령배 실업배구 대회 우승과 초대 MVP 그리고 best6에 선정되었다.
이후로도 배구간판으로 맹활약하며 1994년 은퇴까지 고려증권 5번우승을 이끌며 국내 최고 공격수로 이름을 날렸다. 은퇴 이후 배구행정가와 KOVO 경기감독관 경기대학교 교수로 활동하였다.

## 경력
- 1978년 세계배구선수권대회 4위
- 1978년 제8회 방콕아시안게임 금메달
- 1979년 멕시코시티유니버시아드 금메달
- 1982년 제9회 뉴델리아시안게임 동메달
- 1984년 제23회 LA올림픽 5위
- 1986년 제10회 서울아시안게임 은메달
- 1988년 제24회 서울올림픽 대표 등

## 가족
아들 장민국(1989년 7월 5일생)은 농구선수이며 포지션은 포워드 지금 현재 소속은 창원 LG 세이커스이다.